# イマジズム
イマジズム（英語: Imagism、写象主義とも）とは、20世紀初頭のアングロ・アメリカの詩における運動であり、写像やイメージの正確化を目指し、明確ではっきりとした言葉を用いることを特徴とする。
イマジズムは、ラファエル前派以来、英語詩において最も大きな影響力のあった運動である。詩の形式として、20世紀初頭のモダニズム文学の始点となり 、英語圏における最初の体系的なモダニズム文学運動だったともいわれている。イマジズムは継続的に発展し続けたというよりは、「創造的な瞬間の連続」であったとも考えられている。フランスの批評家、ルネ・トウパンは、「イマジズムとは、なんらかの主義・主張や、ましてや、なんらかの詩の流派ではなく、ほんの少しの重要な原則に一定期間同意していた、少数の詩人のグループと考えた方がより正確だ」と述べている。
同時代のジョージアン詩人たちが伝統に則っていたのとは対照的に、ロマン詩やビクトリア詩の感情性や典型的な散漫さをイマジストたちは拒否した。イマジズムは、直接的表現や簡潔な言葉といった、古典主義的な価値観への回帰を求めながらも、また同時に非伝統的な詩形を試みた。イマジスト達は自由韻律を用いていた。
1914年から1917年まで出版されたイマジストの作品群は、詩やその他の領域における、多くの著名なモダニストたちの作品を特徴づけた。イマジストの集団は、ロンドンを中心とし、グレートブリテンやアイルランド、アメリカからのメンバーがいた。当時にしてはいくらか珍しく、たくさんの女性作家がイマジズムの主要な人物として参加していた。
イマジズムの一つの特徴は、あるイメージ・像を取り出し、その本質を明らかにするという試みにある。この特徴は同時代の前衛芸術、特にキュビズムの発展を反映しているものだ。イマジズムは、エズラ・パウンドの言うところの、「光り輝く細部（Luminous Details）」を利用して対象を取り出すものではあるが、抽象的なものを表現するために具体的な実例を並置するという、パウンドの表意文字的方法論(Ideogrammic Method)は、複数の視点を一つの像へと統合するという、キュビズムの手法によく似ているのである。

## イマジズム以前
アルフレッド・オースティン、ステファン・フィリップス、ウィリアム・ワトソンなどの、1890年代エドワード朝の著名な詩人たちは、アルフレッド・テニスンの陰に隠れながら、ヴィクトリア朝の詩を若干の模範として作品を作っていた。その流れのままに、彼らは20世紀初頭まで活動を続ける。20世紀に入った頃、A・オースティンは現役の英国桂冠詩人の役職についており、その役目を1913年まで務めあげた。20世紀最初の10年間には、詩は多大な人気を誇っており、この時期にはトーマス・ハーディの『覇者(The Dynasts)』、クリスティーナ・ロセッティの死後出版された『詩集(Poetical Works)』、 アーネスト・ドウソンの『詩(Poems)』、 ジョージ・メレディスの 『最後の詩(Last Poems)』、 ロバート・W・サービスの『チーチェコのバラッド(Ballads of a Cheechako)』、ジョン・メイスフィールドの『バラードと詩(Ballads and Poems)』等々の、多くの詩集が出版された。のちにノーベル文学賞を受賞するウィリアム・バトラー・イェイツはこの時期、アベイ座と、その舞台のための戯作に精力を注いでおり、叙情詩の作品は比較的少なかった。1907年にはノーベル文学賞を、ラドヤード・キップリングが受賞した。

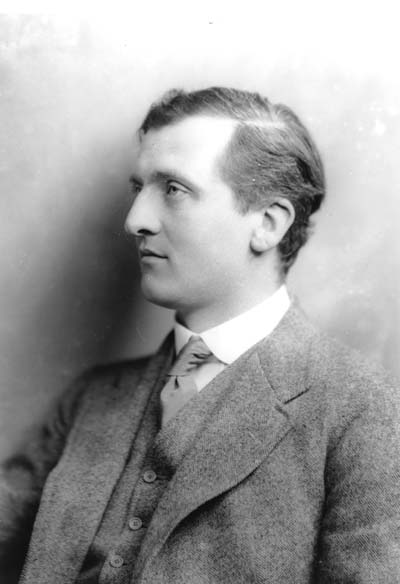
T.E.ヒューム（1912年）

イマジズムの起源は、T.E.ヒュームの、『秋(Autumn)』、『町の夕日(A City Sunset)』という二つの詩の中に発見できる。 これらは、1909年1月、ロンドンの詩人クラブ(Poets' Club)によって、『1908年のクリスマスのために(For Christmas MDCCCCVIII)』という冊子に収録される形で出版された。ヒュームは当時、数学と哲学を学ぶ学生であり、1908年の詩人クラブの設立からかかわり、最初の書記でもあった。1908年末頃、彼は『現代詩についての講義(A Lecture on Modern Poetry)』という論文を、詩人クラブの会議において発表した。 A.R.オラージュの雑誌『新時代(The New Age)』に寄稿していた詩人・評論家のF.S.フリント(彼は自由詩とフランス現代詩の巨匠だった）は、そのクラブと彼らの出版物を手ひどく批判したが、その後の議論を通じて、ヒュームとフリントは近しい友人関係となる。1909年になると、ヒュームは詩人クラブを離れ、『退会派(Secession Club)』とヒューム自身が呼ぶ新しいグループを作り、フリントなどの詩人たちと会合を始めた。彼らは、ロンドンのソーホーにある、エッフェル塔のレストランで会合し、 自由詩や短歌、俳句を用い、不要な冗長さを詩からなくすことで、現代詩に改革を起こそう、という計画について話し合った。  日本の詩体への関心は、1890年代における、大英博物館へ寄贈されたウィリアム・アンダーソンの日本画コレクションの流行や、ロンドンでの能楽の公演、ギルバート・アンド・サリヴァンのオペレッタ『ミカド』の成功などに見られるような、ヴィクトリア朝やエドワード朝におけるジャポニスムやシノワズリへの関心の復活という文脈でとらえられるだろう。これを表す文学上のモデルは、F.V.ディキンズの英訳版『百人一首』や、20世紀初頭のサダキチ・ハートマンの論評と詩、さらには現代のフランス語版翻訳などといった多くの文献に見つけられる。
アメリカの詩人、エズラ・パウンドはそのグループに紹介され、グループの考えが、彼自身の考えと、とても近いことに気づいた。 特に、パウンドはロマン主義文学の研究を通して、アルナウト・ダニエルやダンテ、グイード・カヴァルカンティらの作品にみられる、簡約化された直接的な表現を高く評価するようになった。例えば、1911年から1912年までの一連のエッセイ『オシリスの足を集める(I gather the limbs of Osiris)』の中で、パウンドは、A・ダニエルの詩の一節、"pensar de lieis m'es repaus"（“彼女のことを考えると心が安らぐ。”）（カンツォーネ En breu brizara'l temps brausから。）について以下のように書いている。「これ以上に簡素で、明白で、修辞表現の少ない文章はありえない。」こうした、直接性や明白性、修辞表現の無さといった基準は、イマジスト詩を特徴づける性質として共通なものである。パウンドは、ローレンス・ビニョンとの親交を通し、大英博物館の錦絵を観察することで、日本美術への関心を高め、関連した日本の詩形の研究へとすぐさま没頭していった。
1915年、『ラ・フランス』紙の記事の中で、フランスの評論家、レミ・ド・グールモンが、イマジストはフランス象徴主義者の末裔であると表現し、1928年には、パウンドが、フランスの評論家・翻訳家 ルネ・トウパンへの手紙の中で、ヒュームが象徴主義者の伝統の恩恵を受けていることを指摘しながら、W.B.イェイツや、アーサー・シモンズ、英国詩人の『ライマーズ・クラブ(Rhymers' Club)』の世代などを経由して、マラルメへと遡って、関連付けることで、イマジズムのもう一つの起源をしきりに強調した。象徴主義的な起源については、1929年に出版されたトウパンの研究論文の中でより詳しく説明されている。論文の中で、トウパンは、技術や表現にどんなに大きな相違があろうと、「イマジストのいうイメージと、象徴主義者のいう《象徴》の間には、ほんの些細な違いしかない」と結論付けている。1915年、パウンドは、出版者エルキン・マシューのために、1890年代の詩人ライオネル・ジョンソンの詩集を編纂した。その序文の中で、彼は以下のように書いている。
| 「 | No one has written purer imagism than [Johnson] has, in the line Clear lie the fields, and fade into blue air, It has a beauty like the Chinese. | 」 |
|    | |    |

## 初期出版物・文章
1911年には、パウンドが エッフェル塔のグループにまた二人の詩人を紹介した。パウンドの前婚約者、ヒルダ・ドゥリトル（彼女はのちにH.D.というペンネームを使うようになる）と、彼女の将来の夫、リチャード・オールディントンである。この二人は、ギリシャ的詩形、特にサッポーの研究に興味を持ったが、そうした興味をパウンドもまた同様に持っていたのだった。彼らがギリシャの例を観察することで得た、ギリシャ的表現をまとめたものは、最初期のイマジスト達の日本詩への興味を引き立たせ、1912年には、パウンドが、大英博物館の喫茶店で彼らと会った際に、彼らに自分たちは「イマジスト」であると伝え、議論していたいくらかの詩に「H.D.イマジスト」と署名することさえした。
ハリエット・モンローが、1911年に『ポエトリー』という詩誌を創刊したとき、モンローはパウンドに、外国語の編集長の役目につくように頼んだ。 1912年10月には、その詩誌へパウンドが、H.D.、オールディントンそれぞれが作った3つの詩を、オールディントンが「イマジストの一人」であるという注釈と共に、『イマジスト』という見出しのもとで投稿した(1912年11月の第二号でこれは出版された)。この注釈が、パウンドの1912年秋に出版された『突き返し（Ripostes）』 という本に収められている、補遺（『T・E・ヒュームの完全な作品集(The Complete Works of T. S. Hulme)』）と共に、〈イマジスト〉という言葉が紙上に現れる最初の機会だと考えられる。
オールディントンの詩である、『コリコスの歌(Choricos)』、『ギリシャの大理石模様へ(To a Greek Marble)』、『古き庭にて(Au Vieux Jardin)』を、『ポエトリー』の11月号、またH.D.の詩である、『方法のヘルメス(Hermes of the Ways)』、『果樹園(Priapus)』、『警句(Epigram)』を、同誌の1913年1月号に発表し、ここにイマジズムの運動が始まった。『ポエトリー』の4月号において、後に「イマジズムを成立させた文章(Imagism's enabling text)」とされるものが発表された。次に示されるエズラ・パウンドの俳句調の詩、『メトロの駅で(In a Station of the Metro)』である。
The apparition of these faces in the crowd;
Petals on a wet, black bough.
1913年3月号の『ポエトリー』には、パウンドが書いた『イマジストのいくつかの禁止事項(A Few Don'ts by an Imagiste)』と『Imagisme』というエッセイが掲載された。後者はフリントととの共著とされており、ヒルダ・ドゥリトルやオールディントンと共有していたグループの見解を簡潔に述べたものが記されていた。内容は次の通りである。

1. 主観的と客観的とを問わず事物を直接に扱うこと。
2. 表現に寄与しないことばは絶対に避けること。
3. メトロノームのような定型律によらず自由な調べによって書くこと。

前者のパウンドのノートは、イメージの「一瞬で知性と感性の複合物を表すもの」という定義付けから始まっている。彼はこう続ける。「一生の内でたくさんの作品を残すよりも、一つの“イメージ”を表現したほうが良い。」彼の“禁止事項”リストは、 『イマジスム』の中の3つの提言を強固にしたが、それらは教義というよりも、「長い沈思の結果」と考えるべき、と注記された。これら二つのテキストは、一緒に考えられ、イマジストが過去最も優れた詩作と考えた時代へと回帰するための計画をなすものであった。F.S.フリントは以下のようにコメントしている。「われわれは月を発案したと主張しているわけでは全くない。われわれは、自分たちの考えがオリジナルなものである、と見せかけようとしているわけではないのだ。」
1916年の『イマジスト詩人選(Some Imagist Poets)』の序文では、こうコメントされている。「イマジズムは、ただ単に像を提示することを意味しない。イマジズムとは主題についてではなく、その提示手段について言及している。」

## 『イマジストたち』(Des Imagistes)
パウンドはイマジストの作品、特にオールディントンとH.D.の作品を奨励することに決め、『イマジスト達(Des Imagistes)』というタイトルで選集を出版することに決めた。この選集は、初めは　アルフレッド・クレイムボルグ（Alfred Kreymborg）の同人雑誌 『グリーブ(The Glebe)』に発表されたのち、1914年にニューヨークのアルフレッド・ボニとチャールズ・ボニ、そしてロンドンのポエトリー・ブックショップのハロルド・モンローによって、出版された。この選集は、現代英語詩集の内で最も重要で、影響力を持ったものの一つとなった。収録された37本の詩集のうち、10本をオールディントンが、7本をH.D.が、6本をパウンドが書き、さらに、F.S.フリント、スキップウィス・キャネル、エイミー・ローウェル、ウィリアム・カーロス・ウィリアムズ、ジェイムズ・ジョイス、 フォード・マドックス・フォード、アレン・アップワード、ジョン・クルノスといった作家たちの作品も収録された。また、1963年に出版されたウィリアム・プラットの重要な選集である、『イマジスト・ポエム：近代詩の縮図(The Imagist Poem Modern Poetry in miniature)』のなかには、マックス・マイケルソンの作品も収録された。
パウンドが編集上（作家の）選択のために重視したのは、グループへの参加状況などよりも、それらの作家たちがどの程度イマジストの指針を支持していると彼が考えたか、ということだった。実際、W.C.ウィリアムズは、米国を拠点としており、エッフェル塔グループの議論へは一切参加していなかったが、彼とパウンドは、似たような路線で詩の刷新という問題について、長い間文通をおこなっていた。フォードが参加した理由の一つには、自らよりも若い詩人がラファエル前派に影響されたスタイルから、より現代的な文体へと変遷をなしたという意味で、パウンドへ強い影響を与えたことがある。W.B.イェイツによってパウンドに送付されたJ.ジョイスの詩、『軍隊の音が（I Hear an Army）』が収録されたことは、モダニズム文学史上で、より重要性を帯びていた。なぜなら、この後に続いた二人の文通が、パウンドの指示によって、文芸誌『エゴイスト（The Egoist）』でのジョイスの連載「若き芸術家の肖像」にまでつながったからである。 ジョイスの詩は、自由韻律ではなく、四行連を用いたものであったが、彼の作品は、グイード・カヴァルカンティやトルバドゥールといった詩人たちの作品のような、音楽と共に歌われることを意図して書かれた詩への、パウンドの強い興味を反映したものであった。結果としては、この本（『イマジストたち』）は、その詩人たちが何をなそうとしているのかを説明するための序論やコメンタリーを全く置かなかったことも一因となって、ほぼ人気も出ず、あまり大きな成功も呼べず、大量のコピーが出版社へと帰ってきてしまったのだった。

## 『イマジスト詩人選』(Some Imagist Poets)
翌年、パウンドとフリントは、『エゴイスト』誌1915年5月号に発表されたフリントのイマジズムの歴史についての記事から持ち上がったグループの歴史や目的についての解釈の違いを巡って仲たがいを起こした。フリントは、エッフェル塔グループ、特にエドワード・ストアラーの貢献を強調しようとしていたが、パウンドは、H.D.やオールディントンの詩の特徴的な美点と彼が考えていた、「古代ギリシャ的堅実さ」が、ストアラーの「カスタード」によって薄められそうになっていると考えており、イマジストの歴史において指導的役割をもはや果たさなくなっていった。次にパウンドは、友人である画家・作家のパーシー・ウインダム・ルイスと共に、ヴォーティシズムの創設へと取り掛かっていった。
同時期に、アメリカのイマジストである、エイミー・ローウェルがロンドンへと移り住み、自らの作品やほかのイマジストたちの作品を奨めていくことを決意した。 ローウェルは、裕福な家の子女であり、兄には、1909年から1933年までハーバード大学学長を務めた、アボット・ローレンス・ローウェルがいた。彼女はジョン・キーツとタバコを愛しており、また新たな文学手法の推進派でもあったので、グループの出版のために金を使うことをいとわなかった。 ローウェルは、編集方法をパウンドの独裁的なものから、より民主的なものへと変え、その新たな編集方針は、彼女の指揮のもとに最初に作成された詩集の序文に述べられた。「この新たな本の中で我々は依然の取り決めとは異なった、別の取り決めに従っている。（それはつまり、）編集者が勝手に選ぶ代わりに、それぞれの詩人が、彼ら自身が最善と思う作品によって、自らを表現できるようにしたのだ。 ただ一つの規定は、それがまだ書籍化されていないということだけである。」 結果として、『イマジスト詩人選』（Some Imagist Poets）という名のもとに、一連のイマジスト詩集ができあがった。第1号は1915年に出版され、H.D.とオールディントンによって計画され、まとめられたものだった。第2号、第3号は、どちらもローウェルが編集し、1916年と1917年にそれぞれ出版された。 これら三巻で（アメリカの詩人ジョン・グールド・フレッチャーも含め）ほとんどのイマジスト詩人が網羅されたが、パウンドだけは例外であった。彼はローウェルの出版物からイマジストの名をなくすように促し、さらにはこの時期のイマジズムのことを皮肉を込めて 「エイミー・ジズム（Amy-gism）」と呼んだのだった。
ローウェルは、D.H.ローレンスを説得して、1915年号と1916年号に寄稿させたが、 このおかげで、彼は、ジョージア朝詩人とイマジスト詩人をまたがった唯一の詩人となった。 また、マリアン・ムーアもこの時期グループと関係を持っていた。しかしながら、第一次世界大戦を背景として、時世は前衛的な文学運動にとって厳しさを増しており (例えば、オールディントンは戦時中、ほとんどを前線で過ごしていた) 、1917年の詩集では、事実上、運動としてのイマジズムが終焉したことが示されていた。

## イマジズム以降のイマジストたち
1929年、ウォルター・ロウェンフェルズがふざけてオールディントンに新しいイマジスト選集を作ることを提案した。当時すでに小説家として成功を収めたオールディントンだったが、彼はその提案に応じ、H.D.とF.M.フォードに助力を仰ぎ、1930年のイマジスト選集出版にまでこぎつけた。編集はオールディントンが行い、これまでの四つの選集に寄稿したすべての作家が参加したものの、すでに亡くなっていたA.ローウェルと、失踪したS.キャネル、そして拒否したパウンドが例外となった。この本の登場によって、20世紀の詩の歴史における、イマジズムの立場について大きな意義のある議論が巻き起こった。
様々なイマジスト選集のなかで作品を発表した作家たちのうち、J.ジョイス、ローレンス、オールディントンはまず、小説家として記憶され、読まれている。マリアン・ムーアは、グループのせいぜい非主流派のメンバーでしかなかったが、言語表現の簡約化へのイマジストの関心を持ったままに、彼女独自の詩のスタイルを作り上げた。ウィリアム・カーロス・ウィリアムズは、変わりやすい韻脚と、「ポーランド人の母親の言葉から（from the mouths of Polish mothers）」、取り込んだ言葉遣いで、明確にアメリカ的な方向に自らの詩を発展させた。パウンドも、H.D.も長編詩の執筆へと向かっていったが、自分たちの言語への感覚の厳格なまでの鋭さを、イマジズムの遺産として持ち続けていた。こうした活躍とは対照的に、これ以外の作家たちのほとんどは、イマジズムの歴史という文脈以外では大部分で忘れられている。

## 遺産
イマジズムは、その運動自体は短命に終わったにもかかわらず、近代英語詩の流れに深い影響を与えた。リチャード・オールディントンは、1941年の回想録の中でこう書いている。「エズラ・パウンド、H.D.、ローレンス、フォード・マドックス・フォードは読まれ続けると思う。そして、T.S.エリオットとその支持者たちこそが、イマジストが獲得したその場所から、彼らの作業を引き継いで行っていくのだろう。」
一方でウォーレス・スティーブンスはイマジストのアプローチに不十分な点を見つけ出した。「すべての物は平等ではない。イマジズムの悪いところは、このことを認識しなかったことだ。」イマジズムは、厳格さや明白さ、正確さを求め、また無関係で主観的な情感への拒絶と相まった外観への忠実さを強く要求したことで、後世に、T.S.エリオットの『前奏曲（Preludes）』や『窓辺の朝（Morning at the Window）』、D.H.ローレンスの、動物や花についての詩篇のなかに実証可能な形での影響を残している。イマジストたちが19世紀の伝統的な詩体を否定したのは、彼らがジョージア朝詩を否定したことによるものが大きい。
イマジズムの影響性は、客観主義詩人の作品の中にはっきりと見て取ることができる。客観主義的な詩は、パウンドとウィリアムの後援を受けて、1930年代に注目されるようになる。客観主義者たちは主に自由詩を用いた。ルイス・ズコフスキーは、『ポエトリー』誌の1931年の客観主義特集号で、客観主義の原理とイマジズムの原理をはっきりと関連付けて、書くとは、「ものが存在している通りに考え捉えたその詳細を、幻想を用いずに（描き出すこと）」なのだ、と主張している。ズコフスキーは、言語詩において大きな影響力を持つ人物であり、言語詩人たちはイマジストの型通りの物への興味の焦点性を高いレベルへと引き上げた。もう一人の客観主義詩人、バジル・バンティングはサンフランシスコ・ルネサンスの影響を受けた緩やかな運動である、英詩復興の展開のなかでの初期の主要人物であった。
イマジズムは、たくさんの詩人の集団や運動に影響を与えた。イマジストの間では、自由詩は、正当な詩の形式としての地位を得て、分野となった。特に、1950年代、ビート・ジェネレーション、ブラック・マウンテンの詩人たち、そのほかのサンフランシスコ・ルネサンスにかかわる詩人たちの間でもそうであった。ブラック・マウンテン派の理論家、チャールズ・オルソンは、1950年の影響力を持った小論文『投射詩論』の中で、こう書いている。「一つの感覚は、すぐに直接的に、さらなる感覚へとつながるはずだ。」彼の信条は、イマジズムに由来しながらも、それを補うものなのである。
ビート・ジェネレーションの内で、特に、ゲーリー・スナイダー、アレン・ギンズバーグがイマジストの中国語詩や日本語詩の重視に影響を受けている。ウィリアム・カーロス・ウィリアムズは、ビート・ジェネレーションに強い影響を与えたもう一人の詩人であり、ルー・ウェルチのような詩人を育てて、1955年のギンズバーグの『吠える』の出版時の序文を執筆した。

## 発展文献
- Pratt, William. The Imagist Poem, Modern Poetry in Miniature (Story Line Press, 1963, expanded 2001). ISBN 1-58654-009-2.
- Symons, Julian. Makers of the New: The Revolution in Literature, 1912–1939 (Andre Deutsch, 1987). ISBN 0-233-98007-5.
- Pound, Ezra. ABC of Reading (New Directions Publishing Corporation, 1934). ISBN 0-8112-0151-1.